# Каневський Давид Ісакович
Дави́д Іса́кович Кане́вський (псевдонім — Ігор Кочубей; нар. 10 (23) березня 1906, Лохвиця, нині Полтавської області — пом. 26 грудня 1944, Будапешт) — український радянський поет, військовий журналіст.

## Життєпис
Народився 1916 року в Лохвиці. Батько був службовцем, мати — вчителькою. В школі Давид був зразковим учнем, добре вчився, багато читав, з дитячих років писав вірші.
1931 року разом з батьками і братами переїхав до Харкова. Працював на електромеханічному заводі, у редакції Дитвидаву (від 1933).
1937—1941 — навчався на історичному факультеті Харківського університету.
Друкувався від 1930 року. Писав українською та російською мовами. Спочатку писав про природу, а у роки війни — про захист Батьківщини.
Учасник Другої світової війни. Від 1942 — кореспондент фронтової газети «Мужество».
Загинув у званні капітана 26 грудня 1944 року, виконуючи завдання бойового кореспондента. Літак із смуги боїв у районі Будапешта через негоду не долетів до місця розташування редакції фронтової газети. Йому не минуло і 28 років. За два дні до смерті дізнався, що дружина народила йому доньку.
Автор кілької збірок поезій, які видавались в тому числі після його загибелі, а також низки фейлетонів і гуморесок.
У журналі «Дружба народов» (1966, № 6) опублікорвано його фронтові щоденники.

## Видані збірки поезій
- «Рідна вулиця» (Харків, 1939)
- «Льотчики» (Київ, 1940)
- «Поезії» (Київ: Радянський письменник, 1947)
- «Вибране» — твори з книг «Рідна вулиця», «Поле бою», поема «Заповіт зореплавця» (1966)
- «Вітчизна воїнів» (Київ, 1987)

## Окремі поезії
- Балада про бійця Шелепова, прозваного Одіссеєм. Вірш.

## Публікації в журналах
- Каневський Давид. Над глобусом. Поезія. Фронтом палацу. Поезія // Літературний журнал: літературно-художній критичний і громадсько-політичний місячник. Книга 6 : Червень. — К.: Державне літературне видавництво, 1937. — с. 75
- Каневський Давид. Столиця // Літературний журнал. Книга 10: Листопад 1937. — С. 56 — 57
- Каневський Давид. Герб // Літературний журнал. Книга 11-12: Грудень 1937.– С. 20 — 21
- Каневський Д. Весняний переліт. Поезія // Літературний журнал. Книга 5-6 : Травень-червень 1939. — С. 3
- Каневський Давид. Поезія. Там само — С. 81